# فردریک گاژی
فردریک گاژی (فرانسوی: Frédéric Gagey‎؛ زادهٔ ۲۹ ژوئن ۱۹۵۶) کارآفرین، بازرگان و مدیر ارشد اجرایی فرانسوی است، که در حال حاضر به‌عنوان مدیر عامل اجرایی و رئیس هیئت مدیره شرکت ایر فرانس فعالیت می‌کند.